# Alumnat Papieski w Braniewie
Alumnat Papieski w Braniewie – istniejąca w latach 1578–1798 uczelnia w Braniewie, kształcąca osoby świeckie (do 1626) i kandydatów do kapłaństwa i pracy misyjnej.
Z inicjatywą zakładania tego typu szkół wyszedł papież Grzegorza XIII, ażeby przeciwstawić się protestantyzmowi i by odzyskać dla katolicyzmu już protestanckie kraje, a także w celu zjednoczenia niektórych Kościołów prawosławnych z Kościołem katolickim. Pierwsze alumnaty papieskie powstały w Rzymie od 1573 roku. Potrzeba zakładania alumnatów bliżej terenów misyjnych zadecydowała o lokalizowaniu ich także poza Rzymem. Seminaria te pełnomocnicy papiescy (legaci) organizowali przy kolegiach jezuickich.
Alumnaty papieskie fundował, a następnie utrzymywał w całości lub częściowo, papież. Alumnaty powstałe w Europie w XVI w. prowadzili jezuici (do czasu ich kasaty, później były przejmowane przez inne zakony bądź kasowane). Program studiów był najczęściej 4- lub 5-letni, obejmował nauki humanistyczne, filozoficzne i teologiczne. Alumnatem zarządzał regens, co trzy lata wyznaczany przez rektora kolegium jezuickiego w porozumieniu z biskupem.
Po ukończeniu uczelni wychowankowie składali przysięgę zobowiązującą ich do wierności i posłuszeństwa wobec Stolicy Apostolskiej w zakresie pracy i pełnienia funkcji duszpasterskiej na terenach wyznaczonych przez Kongregację Rozkrzewiania Wiary; równocześnie zobowiązywali się, że bez zgody Kongregacji nie przejdą do żadnej diecezji lub zakonu.

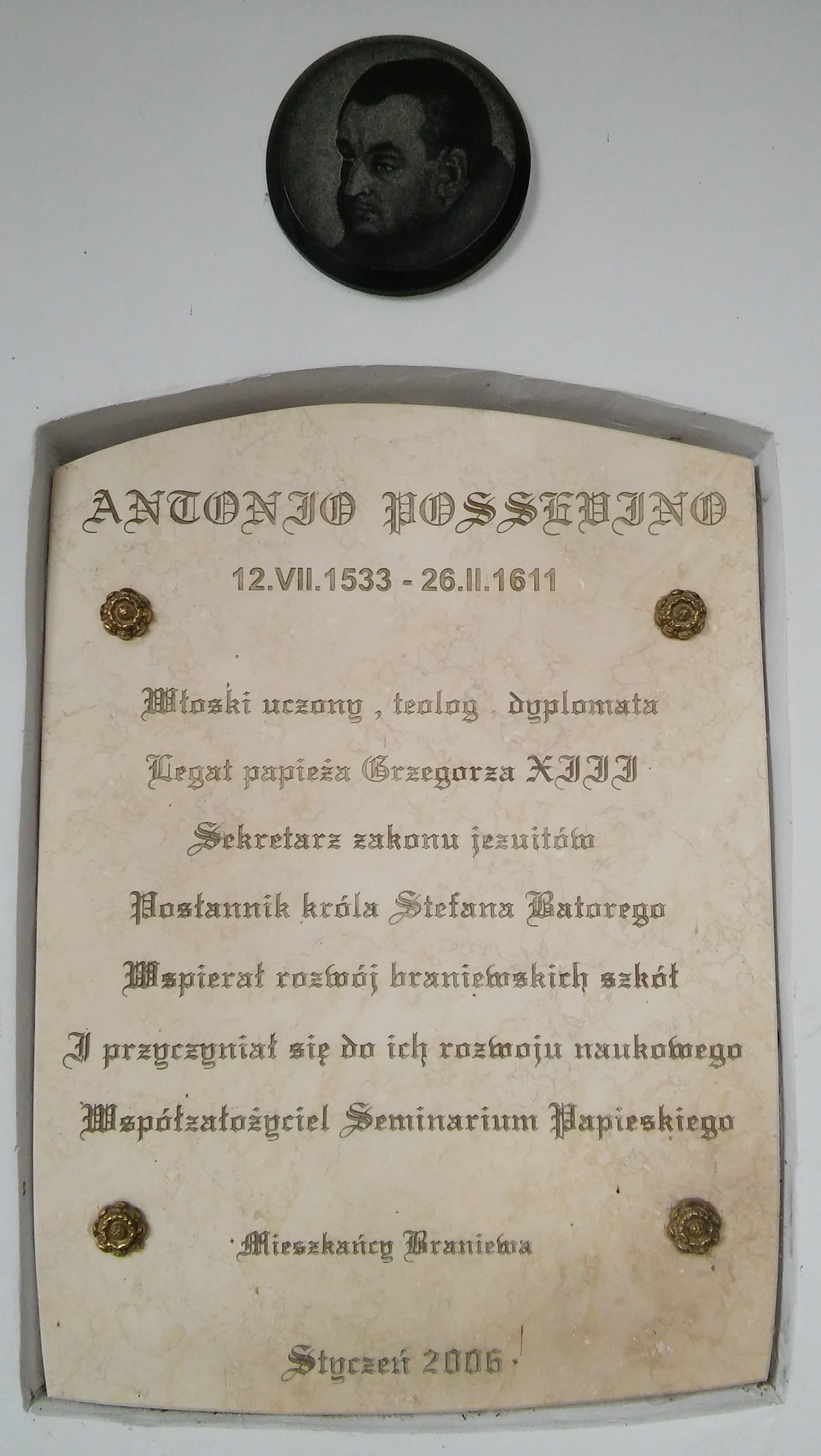
Tablica na budynku byłego Collegium Hosianum upamiętniająca założyciela alumnatu Antonia Possevina

Bullą z dnia 10 grudnia 1578 roku papież Grzegorz XIII powołał dwa alumnaty – w Braniewie oraz w Ołomuńcu. Wykonawcą decyzji papieskiej w Braniewie był włoski jezuita Antonio Possevino, który znał kraje Europy Północnej i kilkukrotnie był w Braniewie.
W pierwszym statucie papież przeznaczył 2400 dukatów w złocie na roczne utrzymanie obu powołanych tym samym aktem alumnatów. Na każdą uczelnię przypadło więc po 1200 dukatów. Stolica apostolska wypłacała co 3 miesiące po 300 dukatów za pośrednictwem banku Fuggerów, który posiadał swój oddział w nieodległym Gdańsku. Dotacja była przeznaczona na utrzymanie domu, zakup wyposażenia, książek oraz żywności. Początkowo studenci mieszkali w dwóch domach zakupionych przez legata Antonio Possevino. Małe budynki nie były w stanie pomieścić wszystkich uczniów, więc regens Franciszek Petrusa kupił trzeci – okazałą kamienicę, tzw. Kamienny Dom. Zamieszkali w nim nauczyciele i studenci już w 1600 roku, choć ostateczna transakcja po sporach z władzami miasta została zawarta dopiero w 1614 roku. Była to obszerna budowla z piwnicą, parterem i trzema kondygnacjami. Na parterze urządzono refektarz (jadalnię), kuchnię i pomieszczenia gospodarcze. Na pierwszym piętrze znajdowało się mieszkanie regensa, biblioteka, pokój do nauki oraz infirmeria. Na drugim piętrze była kaplica, sale wykładowe oraz mieszkania dla dwóch wykładowców. Trzecie piętro było przeznaczone dla studentów. Do kamienicy należały też zabudowania gospodarcze z tyłu budynku oraz ogród położony za murami miejskimi. W 1594 roku regens wykupił domek w tym ogrodzie z przeznaczeniem na schronisko, gdyby w mieście wybuchła epidemia. Królowa szwedzka, Katarzyna Jagiellonka, w testamencie zapisała alumnatowi w Braniewie 10000 talarów. Za oprocentowanie od tej sumy miało być utrzymywanych pięciu alumnów szwedzkiego pochodzenia.
Do 1626 roku alumni nie musieli chodzić w sutannach ani składać deklaracji przyjęcia święceń kapłańskich. Zamierzano w ten sposób przyciągnąć do alumnatu jak najwięcej studentów i rekatolizować kraje skandynawskie poprzez wykształcone osoby świeckie. W 1626 roku Stolica Apostolska wprowadziła jednak obowiązek składania przysięgi przyjęcia święceń po ukończeniu nauki. W tymże dekrecie wprowadzono też trzyletni zakaz wstępowania absolwentom uczelni do zakonu, gdyż wcześniej część absolwentów decydowała się wstąpić do jezuitów. W 1674 Kongregacja Rozkrzewiania Wiary wprowadziła dodatkowo obowiązkowe dla wszystkich wykłady z filozofii, teologii, języka hebrajskiego i greckiego. Decyzja ta spowodowała, że profil uczelni upodobnił się do seminarium diecezjalnego.
Kasata zakonów jezuitów przez papieża Klemensa XIV pod naciskiem królów Hiszpanii, Portugalii i Francji w 1773 roku przyczyniła się również do likwidacji alumnatów papieskich. Na ziemiach polskich niektóre alumnaty przejęły seminaria diecezjalne (jak to w Braniewie), inne zgromadzenia zakonne (np. bazylianie) lub misjonarze, lecz i one też zostały później skasowane. Alumnat papieski w Braniewie istniał przez 220 lat, chociaż podczas okupacji szwedzkiej miasta, w latach 1626–1635, działał w Pułtusku. We wrześniu 1798 roku ostatni alumni opuścili uczelnię, a budynek Kamiennego Domu w 1800 przejęło seminarium diecezjalne, które mieściło się w nim do czasu wybudowania nowego gmachu w Braniewie w 1932 roku.
Dzięki metryce alumnów Alumnatu sporządzonej przez Georga Luhra wiadomo, że w uczelni studiowało przez cały okres istnienia szkoły 1580 osób, wśród nich byli m.in. Szwedzi, Norwegowie, Duńczycy, Szkoci, Ukraińcy i Rosjanie.